# Melanonotus septentrionalis
Melanonotus septentrionalis är en insektsart som beskrevs av Mariño, E. och Márquez 1984. Melanonotus septentrionalis ingår i släktet Melanonotus och familjen vårtbitare. Inga underarter finns listade i Catalogue of Life.